# 富永昌宏
富永 昌宏（とみなが まさひろ、1969年2月25日 - ）は、大阪府泉大津市出身のオウム真理教元信者。
教祖・麻原彰晃の側近であり、入信勧誘等に従事し、東京都庁小包爆弾事件において東京都庁舎の東京都知事・青島幸男宛の小包爆弾を郵便ポストに投函し、この事件によって都職員は左手指全てと右手親指が吹き飛ぶ重傷を負った。

## 経歴
大阪府泉大津市の公立中学校から灘高等学校に進学する。高校時代は『大学への数学』誌の学力コンテストで3期連続全国1位を記録した。1987年、東京大学理科三類に現役で合格。だが「先が見えてしまう。死んでいくだけだ」「死を超えるにはどうしたらいいのか」と思い悩んでいた。1992年6月、東京大学医学部医学科6年生の時、高校から大学を通じての友人の石川公一の影響によってオウム真理教に入信する。在家信者となり、教団の道場にてヨーガを修行する。
1993年に大学を卒業し、医師免許を取得。同年6月から東京大学医学部附属病院に研修医として勤務。同年12月、修行に専念する目的で同病院を辞し、1994年1月14日に教団の出家信者となる。出家修行を経て同年3月から教団の出版部に勤務する傍ら、教団の諜報省次官として、日本の電力事情や国際情勢、在日米軍動向などの調査活動に従事。麻原からの信頼が厚く「マンジュシュリー2世」と呼ばれていた。
1994年5月9日、滝本弁護士サリン襲撃事件に参加する。同年9月、法皇官房に移り、教祖麻原彰晃の側近として、現役受験生や浪人生を対象とした入信勧誘等に従事。
地下鉄サリン事件後、捜査の撹乱を指示され、1995年4月30日および5月3日と5月5日の新宿駅青酸ガス事件では新宿駅の偵察を担当。同年5月11日、東京都庁小包爆弾事件では小包爆弾のポストへの投函を担当。
これら一連の事件の被疑者として特別指名手配を受けたため逃亡生活を送っていたが、1995年10月8日、埼玉県警蕨警察署に出頭して逮捕される。
爆発物取締罰則違反および殺人未遂で起訴され、1999年7月22日、東京地方裁判所で懲役18年の判決を受ける。2002年7月5日、東京高等裁判所で懲役15年に減刑される。2003年8月28日、最高裁判所にて高裁判決が確定。
服役中は厚生労働省職員との面会を拒み続けたが、出所を機に手続きが進められ、2013年9月、医道審議会の答申を受けて厚生労働省から医師免許取り消し処分を受け、同年10月2日発効。
2018年8月28日、刑期満了により出所。

## 関連事件
- 滝本弁護士サリン襲撃事件（殺人未遂罪）
- 新宿駅青酸ガス事件（殺人未遂罪）
- 東京都庁小包爆弾事件（爆発物取締罰則違反、殺人未遂罪）
- オウム真理教事件